# Angraecum urschianum
Angraecum urschianum là một loài thực vật có hoa trong họ Lan. Loài này được Toill.-Gen. & Bosser mô tả khoa học đầu tiên năm 1961.